# Conquet
Conquet (bret. Konk-Leon) – miejscowość i gmina we Francji, w regionie Bretania, w departamencie Finistère.
Według danych na rok 1990 gminę zamieszkiwało 2149 osób, a gęstość zaludnienia wynosiła 254 osoby/km² (wśród 1269 gmin Bretanii Conquet plasuje się na 285. miejscu pod względem liczby ludności, natomiast pod względem powierzchni na miejscu 887.).